# محمد كنعان
محمد كنعان (ولد في 17 تشرين الأول 1955 في مدينة طمرة) هو ناشط سياسي، درس في مدارس طمرة، حاصل على شهادة البكالوريوس من جامعة بئر السبع في الأدب العبري والتاريخ العام، وشهادة في علم الاجتماع من الجامعة العبرية في القدس، وشهادة تأهيل لإدارة مركز جماهيري.

## حياته العملية
عمل كنعان معلماً في المدرسة الثانوية في طمرة (1979)، ثم نائب رئيس بلدية طمرة في السنوات ما بين (1980-1988)، ثم رئيس مجلس الإدارة في طمرة (1981-1989)، ورئيس جمعية الصداقة في طمرة منذ العام (1985) وأصبح المدير العام في الحزب الديمقراطي العربي في السنوات ما بين (1990-1989)، وعضو في لجنة تعيين القضاة الشرعيين، شغل مقعداً في الكنيست عن كتلة القائمة العربية الموحدة والحزب القومي العربي في ديسمبر (2008)، وانضم كنعان لحزب الوسط العربي وحصل المركز الثاني على لائحة الكنيست.